# 莱萨莱勒
莱萨莱勒（法語：Les Salelles，法語發音：[le salɛl]）是法国阿尔代什省的一个市镇，位于该省西南部，属于拉让蒂耶尔区。

## 地理
莱萨莱勒（44°26'3"N, 4°6'10"E）面积5.61 平方千米，位于法国奥弗涅-罗讷-阿尔卑斯大区阿尔代什省，该省份为法国东南部内陆省份，北起顺时针与卢瓦尔省、伊泽尔省、德龙省、沃克吕兹省、加尔省、洛泽尔省和上盧瓦爾省接壤。
与莱萨莱勒接壤的市镇（或旧市镇、城区）包括：尚博纳斯、格拉维耶尔、蒂讷河畔马拉尔斯、圣皮埃尔-圣让。

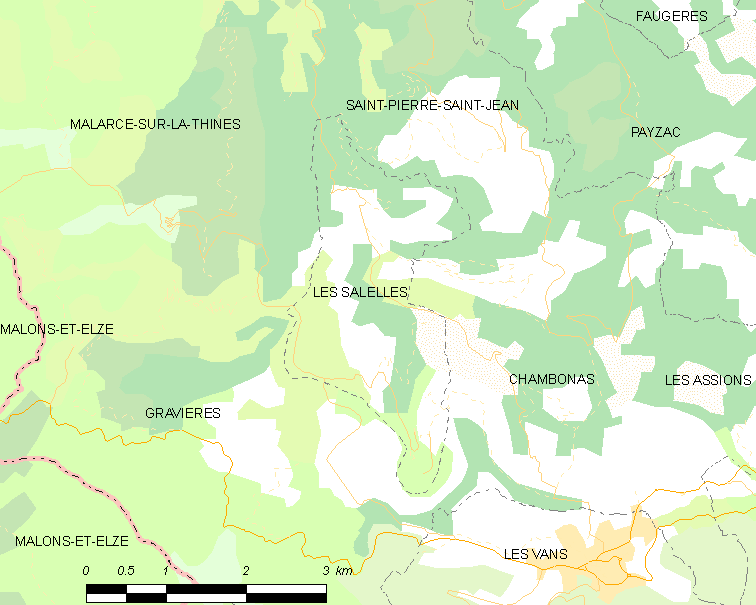
莱萨莱勒的OSM定位图

莱萨莱勒的时区为UTC+01:00、UTC+02:00（夏令时）。

## 行政
莱萨莱勒的邮政编码为07140，INSEE市镇编码为07305。

## 政治
莱萨莱勒所属的省级选区为阿尔代什塞文县。

## 人口

1962-2008年间莱萨莱勒人口变化图示

莱萨莱勒于2022年1月1日时的人口数量为406人。